# NGC 6585
NGC 6585 este o galaxie spirală situată în constelația Hercule. A fost descoperită în 25 mai 1887 de către Edward D. Swift⁠(d). Se află la o distanță de 33,11 de megaparseci de Pământ.